# Mailuu-Suu
Mailuu-Suu (kirgisisch Майлуу-Суу mit der Bedeutung „Öliges Wasser“; russisch Майли-Сай Majli-Sai) ist eine Industriestadt mit 26.067 Einwohnern (Stand 2022) im Oblus Dschalal-Abad im Süden Kirgisistans, 24 Kilometer östlich der Grenze zu Usbekistan.

## Wirtschaft
Seit Anfang des 20. Jahrhunderts wird hier Erdöl gefördert, was auch den Ortsnamen erklärt. Etwa zur gleichen Zeit wurden hier Radiobaryt-Vorkommen entdeckt. Zwischen 1946 und 1968 wurde in der Umgebung der Stadt Uran abgebaut. Hier erfolgte auch dessen Weiterverarbeitung. Auch die Uran-Erze aus anderen benachbarten Vorkommen sowie aus der DDR, der Tschechoslowakei und Bulgarien wurden hier verarbeitet.
Für die Arbeiten in den Minen und beim Aufbau der Fabriken wurden im Zweiten Weltkrieg Wolga-Deutsche, Krim-Tataren und später auch weitere, dem Sowjet-Regime unliebsame Personenkreise hierher deportiert.
Seit dem Zusammenbruch der Sowjetunion und dem Ende des Uranabbaus und der Uranweiterverarbeitung dort hat die Stadt schwere Zeiten erlebt: seit dem Ende der Uranindustrie gibt es für den Großteil der örtlichen Bevölkerung nicht mehr viel Arbeit. Das schlimmste Erbe aus der Sowjetzeit sind jedoch die vielen (insgesamt 36) nicht gesicherten Lager von Uranabfällen an den steilen und tektonisch instabilen Berghängen oberhalb der Stadt. Nach einer im Oktober 2006 veröffentlichten Studie des Blacksmith Institute aus New York ist Mailuu-Suu damit eine der zehn am stärksten mit Giftstoffen belasteten Regionen der Welt. Erhebliche Investitionen sind notwendig, um diese Abraum- und Nebenprodukt-Lager zu sichern. Die Weltbank finanziert seit 2003 die erste Phase eines solchen Programms.

## Religion

### Christentum

#### Evangelisch-lutherische Kirche
In Mailuu-Suu besteht eine Gemeinde, die der Evangelisch-Lutherischen Kirche in der Kirgisischen Republik angehört. Sie wird von Dschalal-Abad aus mitversorgt.

## Söhne und Töchter der Stadt
- Moldomussa Kongantijew (1958–2022), Politiker, Innenminister von Kirgisistan
- Talant Mamytow (* 1976), Politiker
- Vitus Nagorny (* 1978), deutscher Fußballspieler
- Aissuluu Tynybekowa (* 1993), Freistilringerin